# Tigru siberian
Tigrul siberian, numit și tigru de Amur, tigru coreean, tigru nord chinezesc sau tigru manciurian, este o populație de tigri din subspecia Panthera tigris tigris ce este originară din Orientul Îndepărtat Rus, nord-estul Chinei și posibil și Coreea de Nord. Cu toate că în trecut popula Asia centrală și vestică și estul Rusiei, acum are un teritoriu de răspândire limitat: regiunea Amur-Ussuri în estul Siberiei, unde acum este protejat. Este cel mai mare dintre cele opt subspecii de tigru și cea mai mare felină în viață. Un studiu genetic din anul 2009 arată că tigrii siberieni sunt aproape identici cu tigrii caspici, o populație acum dispărută din vest, despre care se credea că sunt o subspecie distinctă.

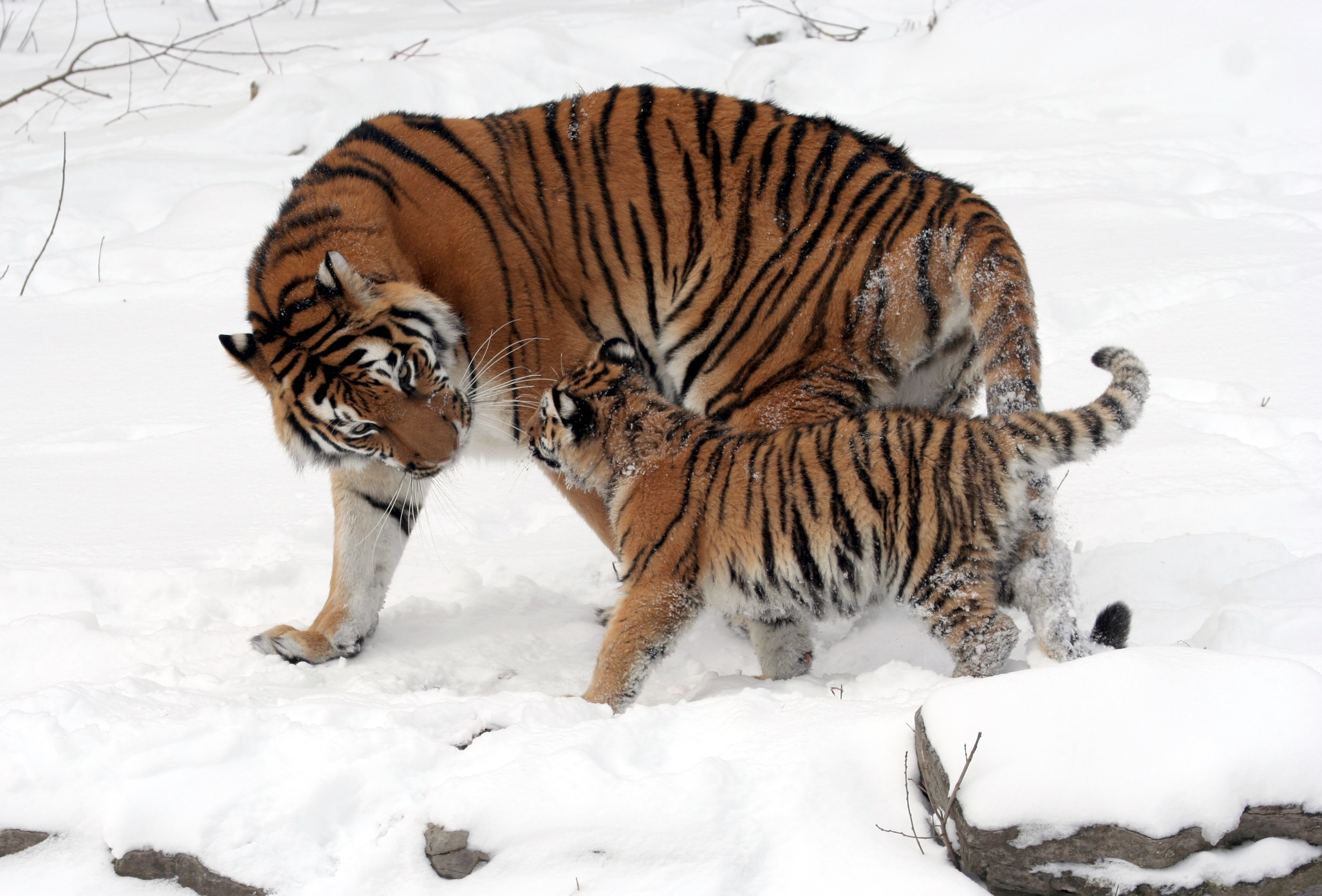
Femelă cu puiul său în Gradina Zoologică din Buffalo, SUA

Femelele nasc 2-4 pui, după o perioadă de gestație de 104 zile.
Tigrii siberieni sunt vânători solitari. Puii stau cu mama lor cel mult doi ani, apoi pornesc să își ia în stăpânire un teritoriu propriu. Masculii se îndepărtează de locul unde s-au născut, însă femelele rămân adesea aproape de teritoriul mamei.
Tigrul este o specie în pericol de dispariție. Tigrul siberian și tigrul chinezesc sunt populații extrem de periclitate, aduse aproape în pragul dispariției.
Ușor de recunoscut după blana lor vărgată, cei mai mulți tigri trăiesc în păduri sau în zone cu multă iarbă. Sunt înotători puternici și adesea se scaldă în lacuri sau râuri. Până în ultimele decenii au existat opt subspecii distincte de tigru. La ora actuală au mai rămas însă numai cinci, dintre care tigrul siberian se confruntă cu pericolul iminent al dispariției.

## Blana
Blana tigrului siberian este moderat de groasă, aspră și rară, în comparație cu cea a altor feline care trăiesc în fosta Uniune Sovietică. În comparație cu populațiile vestice acum distruse, blana de iarnă și cea de vară a tigrului siberian sunt de un contrast puternic față de alte subspecii. În general blana populațiilor vestice este mai deschisă la culoare și mai uniformă decât cea a populațiilor estice. Blana de vară este aspră, în timp ce blana de iarnă este mai densă, mai lungă, mai moale și mai mătăsoasă. Blana de iarnă pare adesea destul de neîngrijită pe trunchi, și este semnificativ mai lungă pe cap, aproape acoperind urechile. Mustățile și blana de pe occiput și partea superioară a gâtului sunt de asemenea foarte lungi. Blana de iarnă a tigrului are o culoare de fond mai puțin luminoasă și ruginită comparativ cu blana de vară. Datorită lungimii blănii de iarnă, dungile apar mai largi, cu un contur mai puțin definit. Blana de vară are pe spate o lungime de 15-17 mm, 30-50 mm în partea de sus a gâtului, 25-35 mm pe abdomen, 14-16 mm pe coadă. Blana de iarnă are pe spate 40-50 mm, 70-110 mm în partea de sus a gâtului, 70-95 mm pe gât, 60-100 mm pe piept și 65-105 mm pe abdomen. Mustățile au 90-115 mm.

## Reproducere
Tigrul siberian ajunge la maturitate sexuală la vârsta de 4 ani. Femela anunță masculul că este în călduri prin zgârieturile de pe copaci și prin urină. Va petrece o săptămână cu masculul, timp în care se va împerechea pe durata a 3 zile. Gestația durează între 3 și 3 luni și jumătate. Femela naște 2-4 pui pe care îi alăptează.